# بالي رام
بالي رام هو سياسي هندي، ولد في 4 يونيو 1968. نشط حزبياً في Bahujan Samaj Party ‏. وقد انتخب عضو لوك سابها الثالثة عشر ‏ عن دائرة Lalganj Lok Sabha constituency ‏ وقد انضم خلال فترته النيابية للكتلة البرلمانية Bahujan Samaj Party ‏ وانتخب عضو لوك سابها الخامس عشر ‏ عن دائرة Lalganj Lok Sabha constituency ‏ وقد انضم خلال فترته النيابية ‏ للكتلة البرلمانية Bahujan Samaj Party ‏.